# Zoo Hannover
Zoo Hannover (egentlig: Erlebnis-Zoo Hannover) er en zoologisk have i bydelen Zooviertel i Hannover i Niedersachsen, Tyskland.
Den zoologiske have blev grundlagt den 4. maj 1865, og er Tysklands femte ældste dyrepark. Havens areal er på 22 hektar.
I 2011 er der i haven en dyrebestand på næsten 3.400 dyr fordelt på 237 arter.